# دی بردلی بیکر
دی بردلی بیکر (به انگلیسی: Dee Bradley Baker) (زاده ۳۱ اوت ۱۹۶۲) بازیگر آمریکایی است.
از فیلم‌های او می‌توان به افسانه‌های معبد پنهان، گربه‌ها نمی‌رقصند، پسران بد ۲، ۱۰۱ سگ خالدار، برادر من خوک، جرج جنگل ۲ و باب‌اسفنجی شلوار مکعبی اشاره کرد.